# Journal of Ornithology
Journal of Ornithology — науковий журнал, що видається Німецьким товариством орнітологів. Найстаріший існуючий орнітологічний спеціалізований журнал у всьому світі. До 2003 року, включаючи 144 випуск, видавався німецькою мовою і називався «Journal für Ornithologie». З 2004 року журнал видає «Springer Science Business Media».
Уперше журнал був виданий у 1853 році німецьким орнітологом Жаном Луї Кабанісом. Перший екземпляр було надруковано в Касселі 1 січня 1853 року. 41 рік редактором журналу був Жан Кабаніс, поки йому на зміну не прийшов його зять, орнітолог Антон Райхенов.
Редактори журналу в хронологічному порядку:
- 1853—1893: Жан Луї Кабаніс
- 1894—1921: Антон Райхенов
- 1922—1955: Ервін Штреземан
- 1956—1961: Ервін Штреземан і Гюнтер Нітхаммер[de]
- 1962—1970: Гюнтер Нітхаммер[de]
- 1971—1997: Айнхард Беццель[de]
- з 1998: Франц Байрлайн[de]